# کاسپر زافر

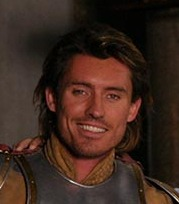

کاسپر زافر (به انگلیسی: Casper Zafer) متولد ۲۸ اکتبر ۱۹۷۵ یک بازیگر انگلیسی است.
از نقش‌های معروف او می‌توان به فین مایکلسون در سریال خاطرات خون‌آشام و اصیل‌ها اشاره کرد.

## فیلم‌ها
- تیم رؤیایی (۲۰۰۲–۲۰۰۱)
- سگ باسکرویل (۲۰۰۲)
- بیش از حد عاشقانه (۲۰۰۴)
- بانوی تفنگدار (۲۰۰۴)
- طبیعت به ره انداخته: گردباد (۲۰۰۵)
- تایرنت لو بلانک (۲۰۰۶)
- راست راست دروغ (۲۰۰۶)
- دو خانواده (۲۰۰۷)
- قهوه، سکس، تو! (۲۰۱۰)
- خاطرات خون‌آشام (۲۰۱۲)
- اصیل‌ها (۲۰۱۶–۲۰۱۵)[۲]